# Teorema di Duggan-Schwartz
Il teorema di Duggan-Schwartz fornisce la dimostrazione che in ogni sistema elettorale che scelga un insieme non vuoto di vincitori, secondo un sistema di preferenze individuali, e dove vi siano almeno tre o più candidati, vale almeno una delle seguenti:
1. Il sistema non è anonimo (alcuni votanti sono trattati in maniera differente), oppure
2. Il sistema è impositivo (alcuni candidati non vincono mai), oppure
3. Ogni preferito dei votanti è nell'insieme dei vincitori, oppure
4. Il sistema può essere manipolato da un pessimista o da un ottimista.

Le prime due condizioni sono proibite in qualsiasi elezione onesta, la terza condizione richiede che molti candidati siano vincitori ex aequo. La conclusione generale, allora, è la stessa che di solito è data dal teorema di Gibbard-Satterthwaite: i sistemi di votazione possono essere manipolati. Il risultato essenzialmente permane anche quando gli ex aequo sono permessi nelle schede elettorali; in quel caso esiste almeno un dittatore debole tale che almeno uno dei candidati a pari merito in cima alla scheda elettorale di quel votante, sia un vincitore. 
Il teorema di Gibbard-Satterthwaite è un teorema che restringe l'insieme dei vincitori ad uno. Similmente il teorema dell'impossibilità di Arrow tratta dei sistemi che danno un ordine di preferenza completo dei singoli candidati, invece di scegliere soltanto i vincitori.